# Amtsgericht Dettelbach
Das Amtsgericht Dettelbach war ein von 1879 bis 1943 bestehendes bayerisches Gericht der ordentlichen Gerichtsbarkeit mit Sitz im unterfränkischen Dettelbach.

## Geschichte
Im Jahre 1804 wurde mit der Verwaltungsneugliederung Bayerns das Landgericht Dettelbach errichtet. Von 1806 bis 1814 war es ein Landgericht im Großherzogtum Würzburg und kam dann zum Königreich Bayern.
Anlässlich der Einführung des Gerichtsverfassungsgesetzes am 1. Oktober 1879 wurde ein Amtsgericht zu Dettelbach errichtet, dessen Sprengel das Gebiet des vorherigen Landgerichtsbezirks Dettelbach umfasste und somit die Gemeinden Albertshofen, Bibergau, Brück, Dettelbach, Dipbach, Effeldorf, Euerfeld, Gerlachshausen, Hörblach, Mainsondheim, Mainstockheim, Münsterschwarzach, Neuses am Berg, Neusetz, Oberpleichfeld, Prosselsheim, Püssensheim, Schernau, Schnepfenbach, Schwarzenau und Stadtschwarzach enthielt. Übergeordnete Instanzen waren das Landgericht Würzburg und das Oberlandesgericht Bamberg. Am 1. April 1926 wurde die Gemeinde Albertshofen dem Amtsgerichtsbezirk Kitzingen zugeteilt.
Im Jahre 1943 wurden das Amtsgericht Dettelbach stillgelegt und sein Bezirk dem Amtsgericht Kitzingen zugewiesen.
Das Gebäude wird zurzeit als Sitz der Stadtverwaltung Dettelbach genutzt.